# Jardim Piratininga (Santos)
Piratininga é um bairro localizado na Zona Noroeste da cidade de Santos.
Sua denominação pode ter surgido devido a maior proximidade com a denominação à época da Vila de São Paulo de Piratininga, atual capital do estado São Paulo (cidade). Fica situado entre a Via Anchieta, a Avenida dos Bandeirantes e o Rio Casqueiro, que separa Santos de Cubatão.
O bairro foi planejado e construído para inicialmente abrigar policiais, porém com o passar do tempo e a melhora das condições financeiras destas pessoas, os moradores foram se renovando, com os policiais saindo e chegando pessoas de outras cidades que buscavam uma melhor oportunidade em Santos.
Após a inauguração de viaduto do bairro Saboó, parte do trânsito principalmente de caminhões passou a ter novo acesso inaugurado também em 2020 no bairro Jardim São Manoel, que passa a ligar o bairro Bom Retiro sobre o Rio São Jorge e a ser utilizado principalmente por caminhões para empresas próximas na região, mas também como rota a parte dos bairros da Zona Noroeste ou sentido a região dos morros da cidade.
O Jardim Piratininga é um bairro muito pequeno, tendo aproximadamente 1km quadrado. Predominantemente familiar é possível que se conheça todas as pessoas do bairro.
Possui uma única escola de ensino fundamental, a Dr. José da Costa e Silva Sobrinho, e está em construção uma UBS.